# Бюхсель, Мартин
Мартин Бюхсель (род. 28 августа 1950, Ной-Изенбург) — немецкий историк искусства.

## Биография
Мартин Бюхсель с 1970 г. изучал философию, историю искусства и социологию во Франкфурте, где в 1977 году получил докторскую степень, защитив диссертацию по эпистемологическому мышления И. Канта (Парадокс категории субстанции как реляционной концепции в «Критике чистого разума»). В последующие годы (1978—1982) посвятил себя изучению классической филологии. В 1985—1986 гг. стажировался в Риме. С 1987 по 1992 гг. работал в Музее пластики Либигхаус во Франкфурте. В 1992 году хабилитирован в Университете Фрайбурга с исследованием по средневековой пластике (скульптура трансепта Шартрского собора), доцент, с 1996 г. профессор Института истории искусства университета Франкфурта.
Один из кураторов международной конференции «Актуальные проблемы теории и истории искусства».

## Научные интересы
- раннехристианская архитектура
- каролингское и оттоновское искусство
- скульптура средневекового собора
- искусство позднего Средневековья, особенно области Среднего Рейна (1400—1500)
- творчество Яна ван Эйка и его современников
- теория эстетики

## Избранные публикации
Монографии:
- Martin Büchsel. Die Skulptur des Querhauses der Kathedrale von Chartres. Gebrüder Mann, Berlin 1995, ISBN 3-7861-1724-1.
- Martin Büchsel. Die Geburt der Gotik. Abt Sugers Konzept für die Abteikirche Saint-Denis. (= Quellen zur Kunst. Band 5). Rombach, Freiburg 1997, ISBN 3-7930-9160-0.
- Martin Büchsel. Die Entstehung des Christusporträts. Bildarchäologie statt Bildhypnose. Philipp von Zabern, Mainz 2003. 3. überarbeitete Auflage 2007, ISBN 978-3-8053-3263-7.
- Martin Büchsel. Albrecht von Dürers Stich MELENCOLIA, I. Zeichen und Emotion. Die Logik einer kunsthistorischen Debatte. Fink, Paderborn/München 2010, ISBN 978-3-7705-4962-7.

Совместные публикации
- Martin Büchsel, Rebecca Müller. Intellektualisierung und Mystifizierung mittelalterlicher Kunst. «Kultbild»: Revision eines Begriffs. Gebrüder Mann, Berlin 2010, ISBN 978-3-7861-2618-8.
- Manfred Clemenz, Hans Zitko, Martin Büchsel, Diana Pflichthofer. IMAGO — Interdisziplinäres Jahrbuch für Psychoanalyse und Ästhetik. Psychosozial-Verlag, Gießen 2012, ISBN 978-3-8379-2175-5.